# Le Bardo (délégation)
Le Bardo est une délégation tunisienne dépendant du gouvernorat de Tunis.
En 2004, elle compte 70 244 habitants dont 35 512 hommes et 34 732 femmes répartis dans 17 799 ménages et 19 594 logements.